# Ivan Lapajne
Ivan Lapajne, slovenski pedagog, * 22. november 1849, Vojsko, Avstrijsko cesarstvo, † 16. november 1931, Krško, Kraljevina Jugoslavija.
Rodil se je očetu Mateju in materi Katarini (rojena Podobnik). Njegov sin je bil pravnik Stanko Lapajne.